# Cedric Yarbrough
Cedric Yarbrough (Burnsville, 20 marzo 1973) è un comico, attore, doppiatore e cantante statunitense.
È noto soprattutto per aver recitato nella serie televisiva Reno 911! di Comedy Central nei panni di Vice S. Jones e nella sitcom Speechless di ABC, oltre ad aver doppiato Meow Meow Fuzzyface nella serie animata BoJack Horseman di Netflix.

## Biografia
Yarbrough è nato a Burnsville, nel Minnesota. Ha frequentato la Burnsville Senior High School e successivamente la Minnesota State University, Mankato. È stato un alunno del Brave New Workshop di Dudley Riggs, a Minneapolis.
Yarbrough ha recitato nella serie televisiva Reno 911! di Comedy Central nei panni di Vice Sven Jones. Ha fornito la voce di Tom Dubois e del Colonnello H. Stinkmeaner nella serie animata The Boondocks e il personaggio dei fumetti Firestorm nel film d'animazione Justice League: La crisi dei due mondi. Yarbrough ha avuto un ruolo ricorrente nella serie televisiva Rake della Fox, nei panni di Jules. Precedentemente ha recitato nella sitcom Speechless di ABC con Minnie Driver. Appare anche nella serie televisiva The Goldbergs.

## Filmografia parziale

### Cinema
- Mi presenti i tuoi? (Meet the Fockers), regia di Jay Roach (2004)
- 40 anni vergine (The 40 Year-Old Virgin), regia di Judd Apatow (2005)
- Mi sono perso il Natale (Unaccompanied Minors), regia di Paul Feig (2006)
- Reno 911!: Miami, regia di Robert Ben Garant (2007)
- Drillbit Taylor - Bodyguard in saldo (Drillbit Taylor), regia di Steven Brill (2008)
- Agente Smart - Casino totale (Get Smart), regia di Peter Segal (2008)
- Tutti insieme inevitabilmente (Four Christmases), regia di Seth Gordon (2008)
- Black Dynamite, regia di Scott Sanders (2009)
- Miss Marzo (Miss March), regia di Trevor Moore (2009)
- Beverly Hills Chihuahua 3: Viva La Fiesta!, regia di Lev L. Spiro (2012)
- The Boss, regia di Ben Falcone (2016)
- Amateur Night, regia di Lisa Addaio (2016)
- Casa Casinò (The House), regia di Andrew J. Cohen (2017)
- Unfrosted - Storia di uno snack americano (Unfrosted), regia di Jerry Seinfeld (2024)
- Giurato numero 2 (Juror #2), regia di Clint Eastwood (2024)

### Televisione
- Strepitose Parkers (The Parkers) – serie TV, un episodio (2003)
- Reno 911! – serie TV, 123 episodi (2003-2022)
- The Bernie Mac Show – serie TV, un episodio (2005)
- Arrested Development - Ti presento i miei (Arrested Development) – serie TV, un episodio (2004)
- Love, Inc. – serie TV, un episodio (2005)
- Chuck – serie TV, un episodio (2010)
- Bones – serie TV, un episodio (2010)
- $#*! My Dad Says – serie TV, un episodio (2011)
- Big Time Rush – serie TV, 2 episodi (2011-2013)
- Curb Your Enthusiasm – serie TV, un episodio (2011)
- The Soul Man – serie TV, 5 episodi (2012-2016)
- Men at Work – serie TV, un episodio (2013)
- The Goldbergs – serie TV, 23 episodi (2013-2023)
- Rake – serie TV, 3 episodi (2014)
- Benched - Difesa d'ufficio (Benched) – serie TV, 4 episodi (2014)
- Young & Hungry - Cuori in cucina (Young & Hungry) – serie TV, 2 episodi (2015)
- Crazy Ex-Girlfriend – serie TV, 2 episodi (2015)
- Brooklyn Nine-Nine – serie TV, un episodio (2015)
- Documentary Now! – serie TV, un episodio (2015)
- Life in Pieces – serie TV, episodio 1x01 (2015)
- Baby Daddy – serie TV, un episodio (2016)
- Bella e i Bulldogs – serie TV, un episodio (2016)
- Ballers – serie TV, 2 episodi (2016)
- Son of Zorn – serie TV, un episodio (2016)
- Speechless – serie TV, 63 episodi (2016-2019)
- Giorno per giorno (One Day at a Time) – serie TV, un episodio (2017)
- Dice – serie TV, 4 episodi (2017)
- Carol's Second Act – serie TV, 17 episodi (2019-2020)
- Last Week Tonight with John Oliver – serie TV, un episodio (2023)
- The Muppets Mayhem Band – serie TV, un episodio (2023)
- Non sono ancora morta (Not Dead Yet) – serie TV, episodio 2x05 (2024)

### Doppiaggio
The boondocks serie animata (2005)

## Doppiatori italiani
Nelle versioni in italiano delle opere in cui ha recitato, Cedric Yarbrough è stato doppiato da:
- Massimo Bitossi in Reno 911!, Reno 911!: Miami, Beverly Hills Chihuahua 3: Viva La Fiesta!
- Roberto Draghetti in Rake, The Boss, Speechless
- Daniele Valenti in Mi presenti i tuoi?
- Saverio Indrio in Mi sono perso il Natale
- Stefano Mondini in Tutti insieme inevitabilmente
- Riccardo Scarafoni in The Goldbergs
- Stefano Alessandroni in Non sono ancora morta